# Éric Vales
Éric Vales Ramos (Andorra la Vieja, 18 de agosto de 2000) es un futbolista andorrano que juega en la posición de centrocampista para el Atlètic Club d'Escaldes de la Primera División de Andorra.

## Selección nacional
Internacional en categorías inferiores con Andorra, debutó con la selección absoluta el 16 de noviembre de 2022 ante Austria en un partido amistoso que finalizó con un resultado de 0-1 a favor del combinado austríaco tras el gol de Marko Arnautović.

## Clubes
| Club                    | País      | Año       | Partidos | Goles |
| ----------------------- | --------- | --------- | -------- | ----- |
| FC Alcarràs             | España    | 2019-2020 | 57       | 0     |
| CDJ Tamarite            | España    | 2020-2023 | 54       | 0     |
| ND Bilje                | Eslovenia | 2023-2024 | 13       | 0     |
| UMF Grindavík           | Islandia  | 2024-2025 | 18       | 1     |
| F. C. Ordino            | Andorra   | 2025      | 7        | 2     |
| Atlètic Club d'Escaldes | Andorra   | 2025-     | 1        | 0     |